# 跨性别语音疗法
语音治疗、语音疗法（英語：voice therapy）或语音训练（英語：voice training）指任何用于改善或修改人声的非手术技术。因为声音是一个人的生物性别与社会性别的社会线索， 跨性别者可能会以声音训练或治疗作为其性别转换的一部分，以求其声音与其性别认同一致，减少其遭到性别错称的可能性。对许多跨性别者来说，不论其目标是更加女性化、中性化还是男性化，声音与性别一致常常十分重要。语音疗法可被看作性别肯定治疗的一种；其目标为减轻性别不安和性别不一致并由此提高跨性别人群的幸福感且改善其健康程度，并减少被人认出是跨性别者的可能性。

## 声音女性化
声音女性化（英语：voice feminization）指他人对个体的声音的感知由男性转变为女性，是跨性别女性护理的重要组成部分。由于希望使自己声音更加女性化的跨性别女性是寻求语言治疗服务的最大群体，大多数关于跨性别声音的研究都集中在声音女性化，而非声音男性化。
语音治疗已被证实对于声音女性化是有效的。而对于基本频率和声音共鸣等声音特征的改变可以帮助实现这一效果。由于基本频率和音高之间的密切联系，升高基本频率以提高音高常被认为是对于声音女性化最有帮助的手段。不过，由于每个人对于讲话和语音的看法可能不同，每个主要的声音特征及其对于声音女性化的作用对于每个人都有可能不同，因此许多人并不满足于仅仅改变声音的基本频率。
人们对于声音性别的辨识取决于年龄、地区和文化。基于已有的证据，基本频率和声音共鸣的改变对于语音女性化的作用最大。其他起到较大作用的还包括语调、响度、语速、语音清晰度和语音持续时间。

## 声音男性化
与跨性别女性相反，跨性别男性对于声音改变的诉求通常是降低其说话的基本频率。由于性别肯定激素疗法中雄激素对降低声音的作用，跨性别男性通常不需要进行语音疗法。不过，睾酮替换疗法并不总一定能把一个人的声音降低至其希望的水平；另一方面，也有人并不希望接受男性化激素疗法。因此，声音男性化疗法可以帮助一个人进一步降低其声音并解决与荷尔蒙疗法相关的问题与担忧。
在睾酮替代疗法中，声带的变化比喉部更快。 若个体声带过度发育而喉部还未下降且较小，则有可能导致一种被称为“发声受阻”（英文：entrapped vocality）的情况，且伴有永久性的嘶哑，并可能会使其难以“过关”（英语：passing，即被他人认知为其真实性别而非出生时的指定性别）。喉部长度可以通过锻炼来控制，使得降低喉部可成为跨性别男性获得“过关”声音的有用工具。其他可通过训练达成的技巧包括口型以及保持高CQ（英语为 closed quotient，直译为闭商，即声带接触时间和振动周期时长的比例，是男性声音“嗡嗡”作响的原因）。
语音语言病理学家，即言语治疗师可在考虑声音的整体健康的前提下，帮助跨性别男性获得其想要的声音。 言语治疗技巧包括找到个体最舒适的音高范围、使用呼吸支撑和放松练习、声音增强热身、稳定姿势、增强胸腔共鸣等。
跨性别男性若希望进一步降低其音高，可选择进行声带手术。

## 感知声音中的性别
在人工智能声音识别的例子中，影响对声音中的性别的感知的关键特征包括基本频率、共振峰频率、倒频谱峰值（英语：cepstral peak prominence）以及一次谐波和二次谐波之间的能量衰减。2020 年一篇研究提到了与声音中的性别感知有关的其他因素：“将声音视作女性所需的最低基频为 180 赫兹”。
即使声音的基本频率不变，其他特征的改变（尤其是共振峰频率这种被认为和基本频率对性别表现一样很重要的特质的改变）也可能使他人对说话者的声音的性别感知产生变化。

## 声音手术
尽管激素替代疗法（HRT）和性别肯定手术都可使跨性别女性外表更加女性化，但通常除非能在青春期时期使用青春期阻滞剂之后立刻开始激素替代疗法，这些手段是无法改变成人声音的音高或使声音更加女性化的。若要改变现有的声带结构并提高声音的音高，则需通过手术手段来缩短声带，减少声带的大小，调节声带的松紧等。跨性别女性可以通过手术手段来提高其基本频率，以此提高其音域并使其无法再发出更低频率的声音。
已被观察到的这些手术的负面影响包括降低语音质量、降低声音响度、对吞咽或呼吸的负面影响、喉咙疼痛、感染、疤痕等。不过，这些手术也可以保护声音免受因说话时需要不断提高音高带来的劳损。因为声音手术附带的风险，声音手术常被认为是在声音训练效果不满意后万不得已的选择。如今提升音高的声音手术术式包括：

### 跨性别女性
- 环甲接近术、环甲软骨接近术（英语：Cricothyroid approximation; CtA）
  - （该类手术最为常见。）[5]该类手术通过拉近和加长声带以达到提升音高的目的。该类手术使用缝合线或金属板将环状软骨向后向上移动，同时将甲状软骨向前向下移动，使两者更为贴近。如此便模仿了环状肌收缩，使声带拉近和拉长，进而提高音高。[5][18][19]

- 声带缩短术（英语：Anterior glottic web formation 或 anterior commissure advancement）
  - 该类手术通过缩减声带的振动长度以提高音高。[20]该类手术会剪除声带边缘的粘膜，再将该部分的声带缝合，由此缩短声带的有效振动长度。[5]
- 激光声带调整手术（英语：Laser assisted voice adjustment; LAVA）
  - 在该类手术中，医生通过显微喉镜检查（使用喉镜和显微镜检查声带和后头周边的组织）和二氧化碳激光来蒸发去除声带的一小部分。在声带组织愈合过程中，声带的重量会减小并变得更加僵硬，从而提高音高。[21]
- 声门成形术（英语：glottoplasty）
  - 该类手术通过去除部分声带以提高音高。激光声带减容术式（英语：Laser reduction glottoplasty，LRG）使用二氧化碳激光来蒸发去除声带的前部，再用缝线将声带封紧，从而提高音高。[22][23][24]
- 声带注射类固醇手术（英语：Vocal fold steroid injection；VFSI）
  - （此种手术少见）此种手术通常目的是治疗声音沙哑或嗓音障碍，通过于聲帶注射消炎药類固醇，可能的副作用为声音变尖变高。该手术作为跨性别女性的语音疗法时，实现方式是通过在声带内注射醋酸曲安奈德使声带萎缩，声带容积减少，从而提高音高。[25][26]

通常来讲，跨性别女性只当对其声音训练结果不满意或希望一个听起来更真实的女性声音时，才需要考虑声音手术。需要注意的是，声音手术本身并不总是能带来一个听起来完完全全女性的声音，可能还需要声音训练的帮助。尽管证据表明以上所有手术皆可有效提升以基本频率为基准的音高，手术的结果却有好有坏。不过许多患者也的确对手术结果感到满意。

### 跨性别男性
跨性别男性通常可通过激素替代疗法成功将其声音男性化并使其声音降得足够低， 但也有部分跨性别男性需要通过其他手段来使其声音男性化。在常规的激素疗法不足以充分降低音高时，跨性别男性可以考虑降低音高的手术，尽管这类手术要少见的多。
- I型甲状软骨成形术（英语：Thyroplasty#type 1 thyroplasty (medialization laryngoplasty)）（内侧喉成型术）（英语：type 1 thyroplasty (medialization laryngoplasty)）
  - 通过注射植入 Silastic（英语：Silastic） （一种医用硅橡胶的产品）以向内增厚增大声带，以模仿顺性别男性在青春期时所经历的声带变化。[29]
- III型甲状软骨成形术（松弛甲状软骨成形术）（英语：type 3 thyroplasty (relaxation thyroplasty)）
  - 这个过程通常是通过缩短甲状旁腺来降低音调的。
- 结合甲状软骨成形术（英语：Thyroplasty#Combination）
  - 在某些特定情况下，跨性别男性可以结合不同类型的甲状软骨成形术以获得所需的结果。

## 语音训练
跨性别语音训练或治疗可以在个人或团体的环境下进行。跨性别语音训练中最常见的关注点是提高或降低音高。然而，对个体来说，声音中的一些其他性别特征可能更需要改变。客人应与其临床医师或治疗师讨论训练或治疗目标，以确保他们可共同向最符合其的性别认同的声音努力。
2006 年一篇对过往文献的回顾中，研究者未能找到任何明确的跨性别男性语音训练或治疗方案。而根据过往对跨性别女性语音训练的方案，研究者建议以下声音女性化和男性化的训练或治疗技术：
- 日常生活中对顺性别者的模仿；
- 在保持良好的声音质量的前提下逐渐增加练习的复杂程度；
- 以保持音域和声音质量的声音灵活性联系；
- 运动技能练习；
- 尝试各种声音风格。

尽管目前存在一些证据表明跨性别语音训练的有效性，这些证据仍较薄弱。2012 年一篇对跨性别语音训练和治疗的文献的回顾中，研究者发现 83 % 的研究在循证实践中证据等级的最低一级，而剩余 17 % 也都处于低水平。不过，研究也的确表明接受过语音训练或治疗的跨性别者对训练的结果满意度很高，而言语治疗师群体也对语音中哪些特征对说话者性别的标识最为明显达成了强烈共识。

### 提升音高
由于女性的声音常被认为就是更高的音高，跨性别女性在语音上最常见的顾虑是其声音的音高和说话基频，即一段连续语音样本中的平均频率。虽说就跨性别女性而言音高并非最基本的促使声音变化的因素，但要使其声音女性化，将其说话基频升至合适其性别的音高仍是有必要的。言语治疗师可协助个人提升其音高并提供训练练习。
训练的第一步是首先通过声学分析程序来确定个人习惯说话使用的基本频率，比如持续发元音 /i/，/a/，/u/ 的声音、阅读标准化的段落或是自发地说一段话作为语音样本。然后言语治疗师和个人会基于女性平均音高来设立一个目标音高。训练刚开始时，会先确立一个略高于个体目前说话基频的音高作为暂时目标，以保证个体不需要过度紧张或过度发声也可达到这一暂时目标。随着训练进展，这一目标会逐渐提高，直至达成目标音高，且从只是在目标音高持续发出元音的声音到能以目标音高进行 2-5 分钟的对话。
半封闭声道（SOVT）技巧可有助于发高音域内的声音。半封闭声道技巧包括对着吸管发声、用嘴唇或舌头发颤音、发如 /m/ 和 /n/ 之类的鼻音、发 /z/ 和 /v/ 这类擦音以及 /u/ 和 /i/ 这类闭元音。半封闭声道有两种常用的练习：一种是从音域中段到高音之间的滑音练习，一种是在同一音高上渐强渐弱的练习，即“Messa di voce”。半封闭声道技巧使个人在更高的音高上发更长的声音，可助其更轻松有效地于较高较不习惯的音域内发声。
不同的声音共鸣也可以改变音高。声道的长度会影响声道的共鸣，进而影响音高。顺性别男性的声道通常较顺性别女性的声道长 10 % 到 20 %，因此顺性别男性的声道共鸣频率更低，所以他们的说话音高比顺性别女性低。共鸣和音高可以通过调整声道长度来改变；在发 “sss”声时突出再缩回嘴唇就是一例。跨性别女性可以通过如缩回嘴唇等技巧以缩短声道并使其声音更加女性化。

### 降低音高
跨性别男性可能会因缺少如何使用其新声音的训练而让其声音肌肉过度紧张。言语治疗师可为个人提供声音练习以助其找到最适合其声音的音高并保护其声音健康。2012年一篇研究为跨性别男性给出了以下训练技巧：
- 最佳音高：与其在使劲发出更低的音高而劳损声音，不如寻求一个能自在发声的音域。这个音域通常大约在 100 到 105 赫兹之间。[10]
- 腹式呼吸：跨性别男性需要使用合适的呼吸方式以在说话时维持新的说话音高。稳定的说话姿势对于优化音高和呼吸支持也十分重要。[10]
- 开嗓热声：个人可以在家中做这些练习来强化其声音，以维持最佳音高并防止声音疲劳。长时间使用声音后让声音充足休息也很重要。[10]
- 放松技巧：言语治疗师可以教个人放松下颚、舌头、肩膀、脖子和整个喉咙部位的放松技巧。[10]
- 胸腔共鸣（英语：Chest voice）：女性通常使用头腔共鸣（英语：Head voice），而跨性别男性则需要学习使用胸腔共鸣以匹配其较低的说话音高。跨性别男性可通过练习来确立胸腔共鸣的方式并助其降低喉部的高度。[10]

### 非言语交际
非言语交际可能比像音高和共鸣这类言语因素对他人如何判断跨性别者的性别影响更大。但不论两者谁影响更大，个人视觉和听觉上的性别表达之间的一致性能极大地影响其在他人眼中的性别的真实性。非言语交流包括身体姿势、手势、动作以及面部表情。2012年的一篇研究讨论了男女之间非言语沟通行为之间的差异，并描述女性沟通为较男性更为流畅和连续。更女性的非言语交际的例子有：较男性更多的微笑、更有表现力和开放的面部表情、更多左右头部运动以及更有表现力的手指动作。
言语治疗师可通过鼓励专注观察、为个人自行建立的非言语目标提供反馈、提供更多关于男女非言语交际差异的信息并介绍同伴支持或专家服务等方式协助个人练习非言语交际。

### 社会心理作用
虽然跨性别者所面临的一些特定社会心理问题常可通过心理治疗来解决，但也有一些社会心理因素会影响跨性别语音训练或语音治疗。譬如，一些人可能会感到其专注力和情感稳定程度为激素肯定疗法所改变，进而其对言语治疗的接受程度也受到影响。2006 年一篇对过往研究的回顾中还提到了跨性别者可能会觉得其改变后的声音不太真实，可能需要一段时间才能感到其新声音的确是其真实自我的表达。
跨性别抹杀（英语：transgender erasure）指系统性、个人性或是组织性的针对跨性别者的歧视。 2009 年加拿大一项关于跨性别者医疗的研究发现对跨性别者的信息抹杀和体制性抹杀是跨性别者要获取医疗服务时最显著的障碍。对跨性别者的信息抹杀意味着缺乏关于跨性别医疗保健的知识，具体可能表现在医疗服务人员因为不愿查找有关跨性别者群体的信息而不想治疗跨性别患者。体制性抹杀则指拒绝迁就包容跨性别认同或身体的政策或方针，例如在表格、文件或处方上弃名错称或性別错称患者。医疗系统中对跨性别者的抹杀问题可能会阻碍跨性别者寻求言语治疗服务或使个人对言语治疗感到别扭和恐惧。
而 2012 年的一篇研究回顾则建议医疗工作者在为跨性别者提供医疗服务时，除了要关注抹杀问题外，还应关注以下方面：
- 性格歸因与歧视
- 潜在的羞耻和内疚感
- 出櫃的后果
- 配偶、伴侣或家庭的态度
- 就业问题
- 艾滋病患病率
- 种族与文化差异

这份研究还提到，以上各项并非潜在因素的详尽完整清单，而且每人的处境都不尽相同。这些社会心理因素可能影响跨性别者在言语治疗中的进展和预后。

### 青少年时期性别转换
少有研究考虑年龄对语音训练或治疗的潜存影响；目前学界对于针对青少年的言语治疗尚无共识。 青春期会使人的声道大小和声带长度增加，对出生指定性别为男性的人尤甚。声道大小和声带长度的变化则会改变声音和音高。由于这些生理和荷尔蒙上的变化，个人可能难以专注于训练和改变其音高。 过往研究表明由针对成人的疗法发展而来的疗法可能对青少年也有效。

### 年迈群体性别转换
目前鲜少有研究关注老年跨性别者的性别转换。调查显示，许多老年 LGBT 人士因担心其 LGBT 身份可能阻碍他们获取医疗服务而不会向医生透露其 LGBT 身份。这其中即包括他们有否接受言语治疗。

## 争议
在跨性别声音的专业领域中，主要争议有二，分别是声音手术以及双性别语音疗法。
专家对声音手术的观点存在很大分化。由于目前对音高提升手术的数据不足（尤其是长期数据），且手术结果会随时间变化，部分言语治疗师不将声音手术视作可行的治疗方式。也有观点认为声音手术应视作一种万不得已的手段。批评者指出声音手术存在结果参差、数据缺乏以及可能导致负面后果，如降低语音质量、降低声音响度、阻碍吞咽或呼吸、喉咙疼痛、伤口感染以及疤痕等，并因此反对声音手术。而支持者认为声音手术可保护个人声音使其免受语音疗法中重复提高音高所造成的劳损和伤害。总结而言，跨性别者自身决定是否接受手术，了解该领域的医生和言语治疗师则负责提供参考意见。
专业人士对双性别声音的意见也有分歧。个人可能希望能同时拥有男性和女性的声音，以对应自己的双性别身份或使其得以在不同情境下被人解读为不同的性别。许多临床医生认为双性别声音会减少练习声音的机会，且由一种声音切换到另一种声音时可能会很困难或甚至损伤声带；因此这些医生不会提供双性别语音疗法服务。但 2015 年的一篇研究提到，演员常运用不同的口音和方言，人们也有学习不同语言的能力，认为这两种现象可能暗示了双性别声音训练的可行性。

## 延伸阅读
- 成为女孩子的声音！ （页面存档备份，存于）
- MtF.wiki （页面存档备份，存于）
- Mtf 嗓音训练指南 2024 版